# Џоун Садерланд
Џоан Алстон Садерленд (енгл. Joan Alston Sutherland; Сиднеј, 7. новембар 1926 — Монтре, 10. октобар 2010) је била аустралијска оперска певачица, једна од најзначајнијих сопрана 20. века.
Почела је да студира на конзерваторијуму у Сиднеју са 19 година. У Лондон је отишла 1951. да би тамо наставила школовање. Годину дана касније дебитовала је у опери Конвент Гарден као прва дама у Моцартовој опери Чаробна фрула. Ту је откривен њен таленат клоратурне сопранисткиње. У истој оперској кући је 1952. тумачила споредну улогу у Белинијевој Норми уз славну Марију Калас у насловној улози. Од тада је Џоан Садерленд једна од најтраженијих оперских певачица. Низали су се наступи: 1959. у Бечкој државној опери, 1960. у Миланској скали, 1961. у њујоршкој Метрополитен опери. Њени поштоваоци дали су јој надимак „Чудесна“ (La Stupenda).
Од оперске сцене опростила се 1990. у Лондону улогом у опери Слепи миш са Лучаном Паваротијем и Мерилин Хорн.
Племићку титулу примила је 1991. од краљице Елизабете II.
Од 1954. била је у браку са диригентом Ричардом Бонинџом, са којим је често заједнички наступала у извођењу белканто опера.
Садерленд је сахрањенa на гробљу Kларенс. Поред њеног гроба је будуће последње почивалиште њеног удовца.